# The Script
The Script là ban nhạc pop rock đến từ Dublin, Ireland, thành lập vào năm 2001. Ban nhạc gồm 3 thành viên: Trưởng nhóm Danny O'Donoghue (giọng ca chính/tay chơi piano), Mark Sheehan (tay chơi ghita/rap), và tay trống Glen Power. Họ đến London sau khi ký hợp đồng với Sony Label Group 1 chi nhánh của Phonogenic, từ đó ban nhạc cho ra mắt album đầu tay cùng tên vào tháng 8 năm 2008 với các bản hit nổi tiếng như "The Man Who Can't Be Moved" và "Breakeven". Album đã leo lên vị trí số 1 của BXH uy tín tại Ireland và Vương Quốc Anh. Album phòng thu thứ hai của nhóm, Science & Faith, được phát hành vào tháng 9/2010, bao gồm các bản hit như "For the First Time" và "Nothing", cũng đã chiếm ngôi cao nhất của các BXH tại Ireland và Anh Quốc, và có được vị trí cao nhất trong sự nghiệp của mình trên BXH Billboard 200 của Mỹ với No.3. Album phòng thu thứ 3, #3, tiếp tục đoạt ngôi số 1 tại Ireland và UK, với ca khúc được biết đến rộng rãi như "Hall of Fame", hợp tác cùng rapper will.i.am. Tháng 9/2014, ban nhạc ra mắt album phòng thu thứ tư của mình, No Sound Without Silence, và một lần nữa trở thành album bán chạy nhất trong tuần tại Ireland và UK với ca khúc chủ đề "Superheroes".
Các bản nhạc của The Script khá phổ biến trong các trò chơi và các chương trình TV nổi tiếng bao gồm 90210, Ghost Whisperer, The Hills, Waterloo Road, EastEnders, Made in Chelsea and The Vampire Diaries. Trưởng nhóm Danny O'Donoghue cũng từng đảm nhận cương vị Huấn luyện viên cho chương trình The Voice UK  trong 2 mùa giải đầu, trước khi rời show để tập trung cho ban nhạc. Tháng 12/2009, "The Man Who Can't Be Moved" đã được chọn làm ca khúc nhạc nền cho The Victoria's Secret Fashion Show 2009 trong phần biểu diễn Enchanted Forest với Heidi Klum.
Vào ngày 14 tháng 4 năm 2023, thành viên đồng sáng lập ban nhạc Mark Sheehan đã qua đời vì một căn bệnh ngắn ngày ở tuổi 46.

## Tiểu sử

### Những năm đầu
Danny O'Donoghue và Mark Sheehan gặp nhau tại 1 câu lạc bộ ở The Liberties area, Dublin, gần nhà máy bia Guinness. Có sở thích chung về âm nhạc, cả hai nhanh chóng thân nhau.
Mark và Danny trước đây từng là thành viên của nhóm Mytown thành lập năm 1996. Họ cũng khá thành công nhưng lại nhanh chóng bị lu mờ bởi các nhóm nhạc khác. Lúc đầu nhóm có 4 thành viên: Danny O'Donoghue, Mark Sheehan, Paul Walker, Terry Daly và Mytown được quản lý bởi Eamonn Maguire. Họ ký hợp đồng với Universal Records ở New York cho đến năm 2001.
Tài năng của Danny và Mark sớm được công nhận. Họ được mời đến Canada để hợp tác với các nhà sản xuất nổi tiếng như Dallas Austin, Montell Jordan và Teddy Riley. Sau đó, họ chuyển lại về Dublin sau khi hoạt động tại Mỹ được vài năm, nơi họ chào đón thành viên mới Glen Power. Glen đã chơi nhạc từ năm 15 tuổi, sử dụng tiền để thực hiện một dự án của riêng mình. Sau khi hợp tác bạn anh, anh sáng tác đến 3 bài hát mới trong vòng 1 tuần. Họ ký hợp đồng với Phonogenic vào năm 2005, và cho ra mắt 1 EP đăng trên Last.FM - 1 website về âm nhạc. Họ chịu ảnh hưởng của các nghệ sĩ U2, The Police, The Neptunes, Timbaland và Van Morrison, tất cả hòa hợp lại với nhau tạo nên phong cách, sự khác biệt của họ so với các ban nhạc khác. Danny vừa tạo cho người ta có cảm giác nhớ tới Amy Winehouse và Stevie Wonder trong khi vẫn giữ được những nét riêng của mình. Danny cũng đã tham khảo ý kiến của cả hai người họ về giọng hát của mình. Anh bày tỏ rằng anh cố bắt chước giai điệu của violin, theo sự sắp xếp của Stevie Wonder trong khi đó Amy Winehouse có chất giọng giống với saxophone.
Danny và Mark bắt đầu tuyển thêm thành viên, nhưng sau khi gặp tay trống Glen Power, họ thay đổi ý định. Họ chưa bao giờ nghe Glen chơi nhưng có gì đó đã khiến Mark quyết định mời Glen tham gia vào một kì nghỉ làm việc ở Los Angeles. Chỉ trong 1 tuần, họ đã viết được đến 3 bài hát. "Khi chơi nhạc với họ (chỉ Danny và Mark), tôi cảm thấy như mình đang ở nhà", Glen nói. "Tôi chưa bao giờ có cơ hội thể hiện mình một cách tự do thế này với các ban nhạc khác". "Cá nhân tôi cho rằng mỗi người trong chúng tôi đều có những tài năng riêng, nhưng khi làm việc cùng nhau, nó chuyển sang 1 mức độ khác", Danny nói.
Trong những năm đầu, mẹ của Mark bị mắc 1 căn bệnh nan y, và điều đó ảnh hưởng tiêu cực đến ban nhạc, tuy nhiên điều đó lại có ảnh hưởng tích cực đến các bài hát của Mark. Với những cảm xúc mạnh mẽ, chân thực, anh viết lời mới cho những bài hát của mình mỗi ngày. "Đó là lúc tôi nhận ra âm nhạc quan trọng với tôi như thế nào, vì nó đã giúp tôi vượt qua những lúc khó khăn nhất". Mark bày tỏ. 10 tháng sau khi phát hiện ra căn bệnh, mẹ anh qua đời. 4 tháng sau, cha của Danny cũng qua đời vì 1 cơn đau tim. Mặc cho khó khăn đeo đuổi, họ đã vượt qua, mặc dù có vài bài hát lời nhạc rất buồn, ảm đạm như nhận xét của Danny về bài "We Cry": "Lời bài hát không chứa nhiều hy vọng, bởi vì không phải ai cũng có cuộc sống tràn đầy hy vọng, không phải ai cũng có cuộc sống hạnh phúc."

### Ý nghĩa cái tên "The Script"
Nghĩa đơn giản của nó là "Kịch bản".
"Lúc mới thành lập band, chúng tôi nhận thầy hầu hết các sáng tác của mình đều giống như các bản phác thảo kể về những câu chuyện chứa trong nó, có phần mở, phần thân và một kết thúc. Ở Ailen, mọi người vẫn thường nói rằng "What's the script today?", hiểu nôm na giống như "What's going on today?" Lời bài hát của chúng tôi luôn được truyền cảm hứng từ những gì được chứng kiến và trải qua hằng ngày. Nó có thể là các dòng trích dẫn từ những cuốn sách hoặc thậm chí là từ cuộc cãi vã với bạn gái... Tưởng tượng cô bạn gái đang la hét và thế là bạn lại viết nên một câu hát nào đó, nhưng tôi chỉ nói với cô ấy: "Không, anh đang viết một danh sách các món quà sẽ tặng cho em đấy" - Glen nói đùa.
Đến đây thì chắc các bạn đã hiểu tại sao tất cả MV của The Script đều có một điểm giống nhau, đó là ban nhạc không xuất hiện nhiều hoặc có góp mặt nhưng dưới dạng hóa thân vào các nhân vật, còn lại là mạch chuyện từ đầu đến cuối.

### 2008–10:The Script
Album đầu tay cùng tên của ban nhạc được phát hành vào ngày 8/8/2008 , đánh dấu một sự khởi đầu mỹ mãn với vị trí số 1 tại thị trường Anh Quốc.
The Script biểu diễn bài hát "We Cry" lần đầu tiên trên BalconyTV ở Dublin vào ngày 13/9/2007. Ban nhạc khẳng định rằng đó là "chương trình TV đầu tiên họ làm" khi họ đoạt giải Best Band trong DanishTV Music Video Awards 2009 tại CLB Pepper Dublin vào ngày 20/6/2008. Tại buổi trao giải họ bày tỏ đó là giải thưởng "đầu tiên" của họ. The Script phát hành single đầu tay "We Cry" vào ngày 14 tháng 4 năm 2008". Ca khúc đã nhận được giải "Single Of The Day" trên RTÉ 2FM, Today FM bởi Jo Whiley của BBC Radio 1, nơi ban nhạc nhận được rất nhiều sự ủng hộ. Đĩa đơn đứng ở vị trí thứ 15 trên UK Singles Chart,, đưa tên tuổi The Script lần đầu tiên lọt vào Top 20 tại hạng mục đĩa đơn UK và vị trí thứ 9 trên Irish Singles Chart, cùng Top 10 đầu tiên trong sự nghiệp tại quê nhà.
Đĩa đơn thứ 2, "The Man Who Can't Be Moved", ra mắt vào ngày 25/7/2008. đã leo lên vị trí thứ 2 ở Ailen, Đan Mạch và Vương quốc Anh. Ban nhạc đã cho phát hành album đầu tay The Script sau đó. Nối tiếp thành công của "The Man Who Can't Be Moved", album đứng vị trí thứ nhất trên UK Albums Chart với doanh số 20,240 bản trong 11 tuần. Album nằm trong top 10 trong 3 tuần và là album bán chạy thứ 18 tại Vương quốc Anh năm 2008. Tại quê nhà, album giữ nguyên vị trí số 1 trên Irish Albums Chart trong suốt 5 tuần. Chi nhánh của BMG Sony tại Ireland đã đề cử multi-platinum disc cho doanh số bán ra hơn 600,000 bản album đầu tay của The Script.
Đĩa đơn thứ 3, "Breakeven", được phát hành tại Ireland vào ngày 21/11/2008 và tại Anh vào ngày 29/12/2008, đã tạo nên tiếng vang lớn. Trong vòng 1 tuần, từ vị trí thứ 40, "Breakeven" đã lọt vào top 10 Irish Singles Chart, đứng vị trí 21 trong 4 tuần tại UK Singles Chart. Còn single thứ tư của bạn nhạc, "Talk You Down" thì được phát hành vào tháng 3/2009.
Vào ngày 9/11/2008 The Script giành được giải "Best Selling Irish Act" tại World Music Awards năm 2008 và vào ngày 19/2/2010, ban nhạc giành chiến thắng ở hạng mục 'Best Live Performance' của Meteor Ireland Music Awards. The Script xác nhận rằng họ dự định viết 1 ca khúc cho album thứ hai của Leona Lewis. Và vào tháng 12 năm 2008, ban nhạc cũng xác nhận rằng Take That sẽ hỗ trợ họ tại buổi hòa nhạc của họ tại Croke Park vào ngày 13/6/2009. The Script cũng góp mặt tại buổi hòa nhạc Cheerio's Childline vào đêm khai mạc Dublin's 02. Cùng tham gia với họ là những ngôi sao như Enrique Iglesias, Anastacia, Westlife,....
Vào ngày 7/4/2009, ban nhạc xác nhận U2 cũng sẽ hỗ trợ họ tại buổi hòa nhạc thứ ba của họ tại Croke Park, diễn ra vào 27/7/2009. Ngày 15/6/2009, single thứ năm của nhóm, "Before the Worst" được phát hành. Vào ngày 17 và 18 tháng 7 năm 2009, The Script hát mở màn cho Paul McCartney tại New York 's Citi Field.
Bonus track và B-side của ban nhạc, "Live Like We're Dying" đã được phối lại bởi quán quân American Idol 2009, Kris Allen và đó cũng là single đầu tiên của anh. Phiên bản "Live Like We're Dying" của Kris được phát hành vào ngày 21/9/2009.
Vào ngày 2/12/2009, "The Man Who Can't Be Moved" đã được chọn làm ca khúc nhạc nền cho Victoria's Secret Fashion Show trong phần biểu diễn Enchanted Forest.
Vào ngày 16/4/2010, single đầu tiên phiên bản US của nhóm "Breakeven" đã được chứng nhận bởi RIAA (Recording Industry Association of America) - Hiệp hội Công nghiệp Thu âm Mỹ, bán được hơn 1 triệu bản tại Mỹ và đạt hạng 12 trên bảng xếp hạng Billboard Hot 100 vào mùa xuân năm 2010. Ban nhạc thành lập 1 tour biểu diễn tại Mỹ khởi hành tại San Diego ngày 11/10/2010 và kết thúc ngày 7/11/2010 ở Boston, Massachusetts.

### 2010–12:Science & Faith
The Script cho ra mắt single đầu tiên từ album Science & Faith, "For the First Time", vào ngày 20/8/2010 tại Anh và album theo sau đó được phát hành vào ngày 19/9/2010. Tại Mỹ, "For The First Time" ra mắt trên iTunes vào ngày 8/11/2010 và album Science & Faith ra mắt vào ngày 18/1/2011.. Ca khúc đứng vị trí thứ 5 trên UK Chart và nhanh chóng lên vị trí thứ 4 và đứng vị trí thứ nhất trên Irish Chart. Còn album thì đứng vị trí thứ nhất trên Irish Albums Chart và UK Albums Chart. 
Trong MV của "For The First Time" có sự xuất hiện của con gái Bono, trưởng nhóm ban nhạc U2.
9:00 sáng thứ sáu ngày 24/9, 60,000 vé cho buổi biểu diễn của The Script, 3 đêm tại Dublin 02, 2 đêm tại Odyssey, Belfast và 2 đêm tại INEC, Killarney đã hết sạch chỉ sau 40 phút.
Vé bán cho tour diễn của The Script vào tháng 3 năm 2011 tại 12 khu vực ở Anh hết sạch trong vòng 5 ngày.
Ban nhạc cũng thông báo về việc tổ chức một buổi biểu diễn hoành tráng tại Aviva Stadium, quê nhà Dublin. Đây là một phần của Science & Faith Tour và được coi là show diễn lớn nhất của nhóm tính đến nay.
The Script được đề cử cho giải Best International Act tại Brit Awards năm 2011.

### 2012–13:#3
Ngày 2/6/2012, qua Twitter, ban nhạc đã thông báo với fan tên album phòng thu tiếp theo của nhóm là #3. Album được phát hành vào ngày 10/9 tại UK và 9/10 tại Mỹ. Các thành viên cũng tiết lộ tên ca khúc chủ đề là "Hall of Fame", ra mắt đầu tiên trên radio ngày 23/7/2012 và phát hành trên iTunes ngày 21/8. Đĩa đơn có sự tham gia của will.i.am, rapper đảm nhiệm vị trí HLV cùng Danny trong The Voice UK. "Hall Of Fame" tạo nên một cuộc bùng nổ về lượt download và trở thành đĩa đơn thành công nhất của The Script cho đến nay với 5 chứng nhận Đĩa Bạch kim tại Úc, 6 chứng nhận tại Na Uy, 2 chứng nhận tại Thụy Điển và 2 Đĩa Bạch kim tại Mỹ. Ca khúc đạt vị trí số 1 ở Anh, Scotland, Ailen, châu Âu, Úc và hơn 30 quốc gia. Đối thủ lớn nhất của "Hall Of Fame" lúc bấy giờ chính là Gangnam Style của rapper Hàn Quốc, PSY
Các đĩa đơn khác bao gồm "Six Degrees of Separation", "If You Could See Me Now" - một ca khúc viết về chính người bố của Danny & Mark và Millionaires.
The Script được đề cử cho hạng mục Best International band tại BRIT Awards 2013.
Ngày 5/9/2012, The Script khởi động tour diễn #3 World Tour để quảng bá cho album, kéo dài hơn 11 tháng. Sau khi trải qua rất nhiều vùng miền như Bắc Mỹ, châu Âu, Á và Úc, tour kết thúc vào tháng 8/2013. Nhóm cũng góp mặt trong Native Summer Tour của OneRepublic để quảng bá cho album suốt mùa hè năm 2014.
Trong thời gian này, The Script cũng thực hiện việc thu âm một ca khúc cho nhạc phim Mrs. Brown's Boys D'Movie với tên gọi Hail, Rain or Sunshine.

### 2014–2016:No Sound Without Silence
Ngày 18/7/2014, ban nhạc thông báo tiêu đề và ảnh bìa album phòng thu thứ 4, No Sound Without Silence, qua một cuộc trò chuyện trực tuyến của Google. Tên ca khúc chủ đề cũng được công bố, "Superheroes", phát hành chính thức vào ngày 31.7.2014. 
Album lần này (theo mô tả của Danny) như là phần trước của album đầu tay The Script, với rất nhiều ca khúc được thu âm ngay trong những chuyến đi diễn.
Về quá trình thu âm, Danny chia sẻ: "Ngay khi rời sân khấu, chúng tôi đến thẳng phòng thu trên xe buýt. Nơi đó rất tuyệt, tuyệt hơn cả cuộc sống trên sân khấu."
Album phát hành chính thức vào ngày 15/9/2014, tiếp tục gặt hái thành công khi giành được vị trí số 1 tại Ireland và Vương Quốc Anh, đứng thứ 5 trên BXH Album của Úc và xếp ở vị trí thứ 10 trên Billboard 200 của Mỹ.
Trước đó, đĩa đơn đầu tiên của album phát hành ngày 22.7.2014, "Superheroes" đã có được thứ hạng cao nhất tại Ireland và vị trí thứ 3 tại UK, trở thành đĩa đơn thành công thứ hai của The Script (sau "Hall Of Fame").
The Script phát hành đĩa đơn thứ 2 từ album, "No Good In Goodbye" vào ngày 17.11.2014. Ca khúc đã xếp ở vị trí 26 trên UK Singles Chart.

### 2021–2023:Tales from the Script: Greatest Hits& Mark Sheehan qua đời

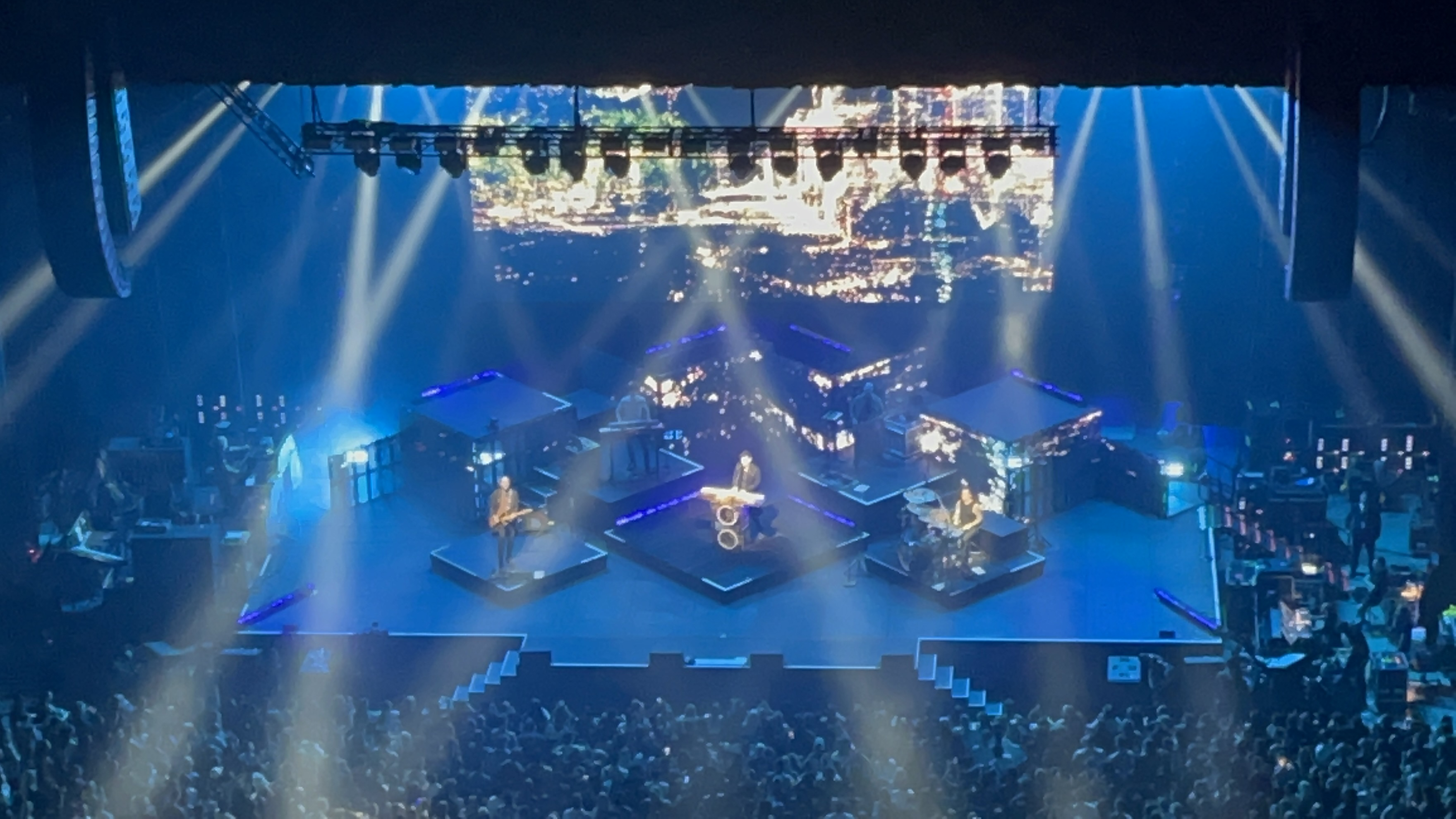
The Script biểu diễn ở Sydney, Úc vào tháng 9 năm 2022.

Ban nhạc đã lưu diễn vào năm 2022. Mark Sheehan đã bỏ lỡ chặng lưu diễn tại Hoa Kỳ. Danny O'Donoghue sau đó đã cho rằng sự vắng mặt của Sheehan là do bận việc gia đình.
Vào ngày 14 tháng 4 năm 2023, nghệ sĩ guitar chính và ca sĩ hát bè Mark Sheehan đã qua đời ở tuổi 46 tại bệnh viện sau một thời gian ngắn lâm bệnh.

## Thành viên
- Danny O'Donoghue – giọng ca chính, tay piano, ghita
- Mark Sheehan – Ghita chính, rap
- Glen Power – Tay trống, bè

Các thành viên hỗ trợ
- Benjamin Sargeant – Ghita bass/Bè (trong phòng thu và tour diễn)
- Paul Inder – guitar & bass guitar (trong phòng thu)
- Rodney Alejandro – tay piano (trong tour diễn) #3 World Tour[38]

## Danh sách đĩa nhạc
Album phòng thu
| Năm  | Tiêu đề                  | Thứ hạng | Thứ hạng | Thứ hạng | Thứ hạng | Thứ hạng | Thứ hạng | Ghi chú                                                                         |
| Năm  | Tiêu đề                  | DE       | AT       | CH       | UK       | US       | IE       | Ghi chú                                                                         |
| ---- | ------------------------ | -------- | -------- | -------- | -------- | -------- | -------- | ------------------------------------------------------------------------------- |
| 2008 | The Script               | 32       | 39       | 16       | 1        | 64       | 1        | Ngày phát hành đầu: 8.8.2008 5 x Đĩa bạch kim tại Ailen 2 x Đĩa bạch kim tại UK |
| 2010 | Science & Faith          | 40       | 70       | 15       | 1        | 3        | 1        | Ngày phát hành: 10.9.2010 5 x Đĩa bạch kim tại Ailen 1 x Đĩa bạch kim tại UK    |
| 2012 | #3                       | 11       | 18       | 4        | 2        | 13       | 1        | Ngày phát hành: 9.9.2012                                                        |
| 2014 | No Sound Without Silence | 12       | 11       | 2        | 1        | 10       | 1        | Ngày phát hành: 12.9.2014                                                       |

Đĩa đơn
| Năm  | Tiêu đề                                         | Thứ hạng | Thứ hạng | Thứ hạng | Thứ hạng | Thứ hạng | Thứ hạng | Ghi chú                                                          |
| Năm  | Tiêu đề                                         | DE       | AT       | CH       | UK       | US       | IE       | Ghi chú                                                          |
| ---- | ----------------------------------------------- | -------- | -------- | -------- | -------- | -------- | -------- | ---------------------------------------------------------------- |
| 2008 | We Cry The Script                               | 61       | —        | 56       | 15       | —        | 9        | Ngày phát hành: 29.4.2008                                        |
| 2008 | The Man Who Can't Be Moved The Script           | 28       | 33       | 17       | 2        | 86       | 2        | Ngày phát hành: 25.7.2008 1 x Đĩa bạc tại UK 1 x Đĩa vàng tại Mỹ |
| 2008 | Breakeven (Falling to Pieces) The Script        | 71       | 75       | 66       | 21       | 12       | 10       | Ngày phát hành: 29.9.2008 2 x Đĩa bạch kim tại Mỹ                |
| 2009 | Talk You Down The Script                        | —        | —        | —        | 47       | —        | 19       | Ngày phát hành: 16.3.2009                                        |
| 2009 | Before the Worst The Script                     | —        | —        | —        | —        | —        | 37       | Ngày phát hành: 20.7.2009                                        |
| 2010 | For the First Time The Script                   | 83       | —        | 37       | 4        | 23       | 1        | Ngày phát hành: 20.8.2010 1 x Đĩa bạch kim tại Mỹ                |
| 2010 | You Won't Feel a Thing Science & Faith          | —        | —        | —        | —        | —        | 48       | Ngày phát hành: 10.12.2010 (als Albumtrack)                      |
| 2010 | Nothing Science & Faith                         | —        | —        | —        | 42       | 32       | 15       | Ngày phát hành: 19.11.2010 1 x Đĩa vàng tại Mỹ                   |
| 2011 | If You Ever Come Back Science & Faith           | —        | —        | —        | —        | —        | —        | Ngày phát hành: 4.4.2011                                         |
| 2011 | Science & Faith Science & Faith                 | —        | —        | —        | —        | —        | —        | Ngày phát hành: 27.5.2011                                        |
| 2012 | Hall of Fame #3                                 | 2        | 1        | 3        | 1        | 25       | 1        | Ngày phát hành: 19.8.2012 (feat. will.i.am)                      |
| 2012 | Six Degrees of Separation #3                    | —        | —        | —        | 32       | —        | 25       | Ngày phát hành: 25.11.2012                                       |
| 2013 | If You Could See Me Now #3                      | 45       | 16       | —        | 20       | —        | 13       | Ngày phát hành: 13.2.2013                                        |
| 2013 | Millionaires #3                                 | —        | —        | —        | —        | —        | 74       | Ngày phát hành: 13.6.2013                                        |
| 2014 | It's Not Right for You No Sound Without Silence | —        | —        | —        | 49       | —        | 40       | Ngày phát hành: 25.7.2014                                        |
| 2014 | Superheroes No Sound Without Silence            | 8        | 9        | 8        | 3        | 73       | 1        | Ngày phát hành: 31.8.2014                                        |
| 2014 | No Good in Goodbye No Sound Without Silence     | —        | —        | —        | 26       | —        | 62       | Ngày phát hành: 15.11.2014                                       |
| 2014 | Goodbye Friend Listen                           | 93       | —        | —        | —        | —        | —        | Ngày phát hành album 21.11.2014 (David Guetta)                   |

Bonus Track, B-Side & Cover
- "Live Like We're Dying" - B-side của đĩa đơn We Cry.
- "Anybody There" - B-side của đĩa đơn The Man Who Can't Be Moved.
- "None the Wiser" - B-side của đĩa đơn Breakeven.
- "Bullet from a Gun" (Science And Faith (Bonus Track Version))
- "Times Like These"
- "Hit The Wall" (Danny's song)
- "Stay - Rihanna feat Mikky Ekko cover"
- "Written in the Stars - Tinie Tempah cover"
- "Wherever I Lay My Hat (That's My Home)" - Paul Young cover.
- "Heroes" - David Bowie cover (nằm trong iTunes Session - EP).
- "Lose Yourself" - Eminem cover trên Live Lounge của đài BBC Radio 1 (2008).
- "Anything Can Happen" - Ellie Goulding cover trên Live Lounge của đài BBC Radio 1 (2012).
- "Chandelier" - Sia cover trên Live Lounge của đài BBC Radio 1 (2014).
- "Drive" - The Cars cover trên BBC Music RADIO LIVE Asia Network 2014.

## Phim ca nhạc
- Homecoming: Live at the Aviva Stadium, Dublin [44]

## Tour diễn
- Science & Faith Tour (2010-11)
- 3 World Tour (2012-13)
- No Sound Without Silence Tour (2015)

## Giải thưởng và các đề cử
| Năm  | Giải thưởng                 | Hạng mục                 | Kết quả   |
| ---- | --------------------------- | ------------------------ | --------- |
| 2008 | World Music Awards          | Best Selling Irish Act   | Đoạt giải |
| 2009 | Meteor Ireland Music Awards | Best Irish Band          | Đoạt giải |
| 2009 | Meteor Ireland Music Awards | Best Album – The Script  | Đoạt giải |
| 2009 | Meteor Ireland Music Awards | Best Irish Pop Act       | Đề cử     |
| 2010 | Meteor Ireland Music Awards | Best Live Performance    | Đoạt giải |
| 2011 | Brit Awards                 | Best International Group | Đề cử     |
| 2012 | World Music Awards          | World's Best Group       | Đoạt giải |
| 2013 | Brit Awards                 | Best International Group | Đề cử     |

- Năm 2009, The Script giành giải thưởng EBBA - một giải thưởng của châu Âu công nhận 10 nghệ sĩ hoặc nhóm nhạc đang lên, có khán giả của album đầu tay
- Năm 2011, The Script được đề cử giải thưởng Teen Choice Awards ' Choice Music: Group '
- Năm 2014, The Script giành giải thưởng Meteor Choice Music Prize 'Song of the Year' với ca khúc Superheroes